# Tabanus catenatus
Tabanus catenatus är en tvåvingeart som beskrevs av Walker 1848. Tabanus catenatus ingår i släktet Tabanus och familjen bromsar. Inga underarter finns listade i Catalogue of Life.